# Dirk Loerwald
Dirk Loerwald ist ein deutscher Wirtschaftsdidaktiker.

## Leben
Von 1995 bis 2000 absolvierte er ein Lehramtsstudium in den Fächern Sozialwissenschaften und Deutsch (Sekundarstufen II/I) an der Universität Münster (2000 erstes Staatsexamen). Von 2001 bis 2003 absolvierte er das Referendariat in den Fächern Sozialwissenschaften und Deutsch am Studienseminar (Sek. II) in Bocholt (2003 zweites Staatsexamen). Von 2003 bis  2008 war er wissenschaftlicher Mitarbeiter am Lehrstuhl für Wirtschaftswissenschaften und ihre Didaktik (Gerd-Jan Krol) am Institut für ökonomische Bildung in Münster. Von 2008 bis 2009 war er wissenschaftlicher Assistent (Akademischer Rat) am Lehrstuhl für Wirtschaftswissenschaften und Didaktik der Wirtschaftslehre (Thomas Retzmann) an der Universität Duisburg-Essen. Nach der Promotion 2008 zum Dr. paed im Fach „Wirtschaftswissenschaften und ihre Didaktik“ an der Universität Münster lehrte er 2009 bis  2011 als Juniorprofessor für Wirtschaft/Politik und ihre Didaktik an der Christian-Albrechts-Universität zu Kiel. Seit 2011 ist er Professor für Ökonomische Bildung an der Universität Oldenburg.

## Schriften (Auswahl)
- Anreize im deutschen Bildungswesen. Eine problemorientierte Analyse aus ökonomischer Sicht. Basel 2008, ISBN 978-3-407-32109-1.
- mit Maik Wiesweg und Andreas Zoerner (Hg.): Ökonomik und Gesellschaft. Festschrift für Gerd-Jan Krol. Wiesbaden 2008, ISBN 978-3-531-15990-4.
- mit Gerd-Jan Krol und Christian Müller: Plädoyer für eine problemorientierte, lerntheoretisch und fachlich fundierte ökonomische Bildung. Münster 2011.
- mit Vera Kirchner: Entrepreneurship Education in der ökonomischen Bildung. Eine fachdidaktische Konzeption für den Wirtschaftsunterricht. Hamburg 2014, ISBN 978-3-9815920-3-0.